# Klementyna Stadnicka
Klementyna z Duninów-Karwickich Stadnicka h. Łabędź (ur. ok. 1876, zm. w sierpniu 1944 w Warszawie) – polska dama aktywna w środowiskach kulturalnych Kijowa i Warszawy, sponsorka kultury i filantropka.

## Życiorys
Klementyna Stadnicka po drugim małżeństwie (z Cezarym Stadnickim) zgromadziła znaczącą kolekcję dzieł literackich w Boguszówce (w powiecie uszyckim), należącej do jej męża. Finansowała również tajną polską szkółkę ludową (wykrytą przez władze carskie w 1907 roku).
Od 1914 roku prowadziła salon w Kijowie, sponsorowała miejscowy teatr, wspomagała finansowo wielu literatów i artystów, wspomagała biednych. Była przewodniczącą Towarzystwa Miłośników Sztuki w Kijowie. W latach 1916–1917 wydawała czasopismo „Świat kobiecy”, które pod jej wpływem zmieniło nazwę na „Przedświt” i linię programową na konserwatywny feminizm.
Po rewolucji październikowej i utracie majątków na Ukrainie przeniosła się do Warszawy, gdzie prowadziła salon literacko-artystyczny przy ul. Służewskiej 3. 
Zginęła w pierwszych dniach powstania warszawskiego w nieznanych okolicznościach.

## Życie rodzinne
Była córką Franciszka Władysława Feliksa Dunin-Karwickiego i Natalii Frankowskiej h. Prus. 27 sierpnia 1889 roku wyszła za mąż za Konstantego Macieja Podhorskiego. Małżeństwo to zostało anulowane w 1900 roku (później Konstanty został zastrzelony w tawernie na Alasce w 1907 roku). 3 lutego 1903 roku w Wilnie wyszła za mąż za Cezarego Kazimierza Stadnickiego. 
Nie miała dzieci.